# Project Gutenberg
Project Gutenberg (eller Projekt Gutenberg) er et internationalt, idealistisk initiativ for at tilbyde gratis elektroniske udgaver af ældre litteratur, som er under public domain.
Project Gutenberg blev grundlagt af Michael Hart i 1971. 
Blandt dets første digitaliseringer var USA's uafhængighedserklæring udgivet i december 1971. I marts 2009 var der mere end 28.000 bøger på sitet.
Man finder også et mindre antal dansksprogede værker i Project Gutenberg.
I de seneste år er de fleste elektroniske tekster produceret af det auxillære Project Gutenberg's Distributed Proofreaders (PGDP), et community website, hvor indscannede faksimile-billeder af bogsider præsenteres sammen med OCR-tekst, som frivillige kan korrekturlæse.